# بودينج يوركشاير
بودينج يوركشاير  (بالإنجليزية: yorkshire pudding) هو كيك يقدم مع وجبات الطعام في إنجلترا واسكتلندا وويلز. وهو يقدم بصفة خاصة مع اللحم المشوي والروزبيف والدجاج المحمر.

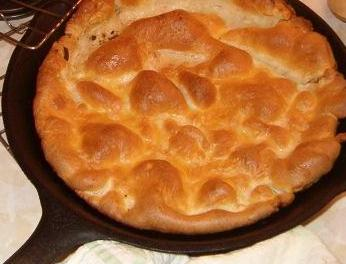
كيكة اليوركشاير معدة في الصينية.

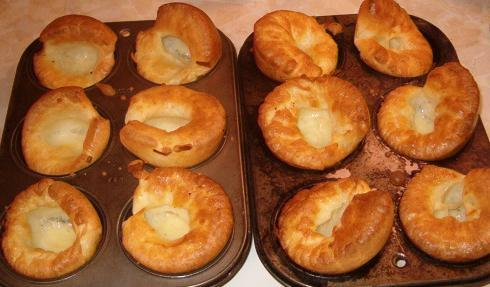
كيكات منفردة صغيرة لليوركشاير.

## طريقة عمله
وتحضر كيكة اليوركشاير من الدقيق والحليب والبيض ودهن (وعادة يكون الدهن من دهن الكلى) . يضاف إلى العجين الملح والفلفل الأسود وجوزة الطيب والمقدونس. يجب أن تكون العجين سائلا نوعا ما، ويترك جانبا على الأقل لمدة نصف ساعة. بعد ذلك توجد طريقتان لإعداده :

### الطريقة الأولى
- يُفرد العجين في صينية بارتفاع 2 سنتيمتر، وبحمر في فرن ساخن حتى يتخذ اللون الذهبي . يخرط بعد ذلك إلى قطع مربعة أو سمبوسكية .

### الطريقة الثانية
- يصب العجين في قوالب صغيرة . ويجب دهن القوالب قبل ذلك بالزبد لكي يعلو العجين وتسهل فصل المخبوز من القوالب . كما يجب تسخين الفرن فبل وضع قوالب العجين فيه . عندئذ تتخذ كيكات اليوركشاير شكلها المميز، حيث تتكون حفرة وسط الكيكة، تصب فيها صلصة الشواء عند الإكل.

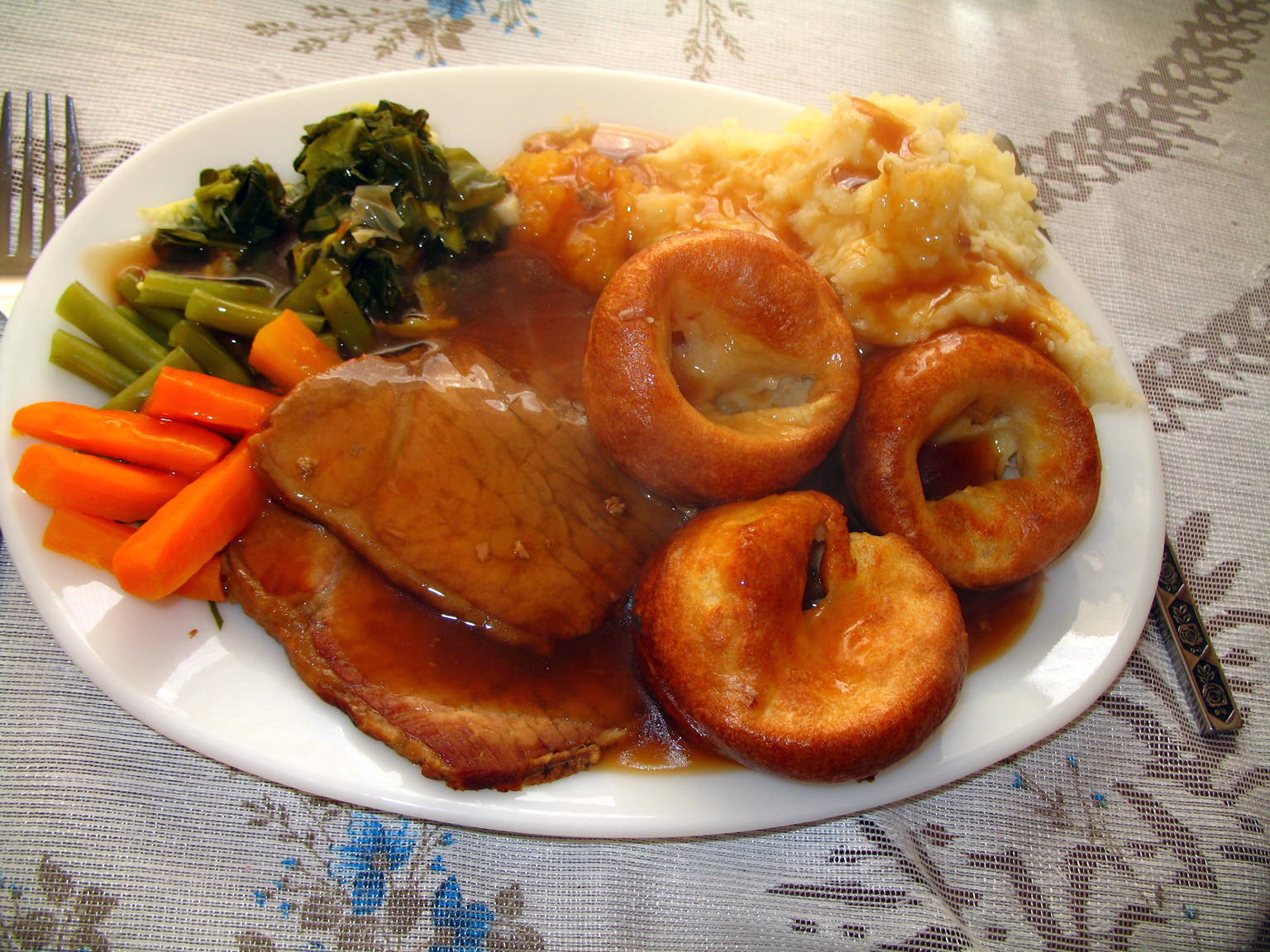
وجبة غداء يوم الأحد بالروزبيف وبودينج يوركشايرالصغير.

## طبق يوم الأحد
تشتهر إنجلترا أكلة تُعد يوم الأحد، وهي تؤكل سواء في البيت أو المطاعم في وقت الغداء . وهي تتكون من بودينج يوركشاير وروزبيف . عندئذ توضع صينية اليوركشاير في الفرن تحت الروزبيف ، فيتساقط سائل التحمير من الروزبيف على بودينج اليوركشاير، ويعطيه طعما مميزا.

## كيكة اليوركشاير الحلو
يؤكل بودينج اليوركشاير أيضا بالمربى أو بالعسل الأسود كحلو، وخصيصا مع شرب الشاي .